# Google Gemini
Google Gemini és el model d'Intel·ligència Artificial més avançat de l'empresa fins ara, disponible a partir del 13 de desembre del 2023. És capaç d'utilitzar el raonament de manera sofisticada i entendre la informació amb més matisos mitjançant fotografies, text, vídeo, àudio i codis.
El model es pot utilitzar a través de Bard, el bot de conversa de la companyia. Només està disponible en anglès i en 170 països fora de la UE.

## Característiques
La seva primera versió, Gemini (1.0) comptarà amb tres mides diferents: Nano, que estarà disponible en format d'aplicació mòbil, la versió Pro, i l'Ultra, que ha estat dissenyada per a centres de dades.
Aquest model és capaç de rebre informació visual i auditiva, i crear-ne contingut propi en qualsevol format. També pot detectar errors en problemes matemàtics complexes, proporcionar la resposta correcta, i proporcionar els passos a seguir per a arribar-hi.
Gemini (1.0) pot entendre, explicar i generar codificacions d'alta calitat en els llenguatges de programació freqüents, com ara Java, Python o Go. També es pot utilitzar com a motor per a sistemes de codificació com AlphaCode 2.
És el primer model en superar a experts humans en MMLU (massive multitask language understanding), que es refereix a la comprensió massiva de llenguatge multitasca. Aquest utilitza 57 temes com són les matemàtiques, la física, història, medicina o ètica per a posar a prova habilitats de resolució de problemes i de raonament.

## Història
Els equips de DeepMind i Google Research han col·laborat durant anys per a construir de zero Google Gemini i que esdevingui una eina multimodal.
Demis Hassabis, CEO i co-fundador de Google DeepMind i al capdavant de Gemini assegura que aquest és el model més eficaç que han fabricat. També ho confirma Sundar Pichai, CEO de Google, afegint que en cap altre model s'han vist capacitats de multitasca.
El nou model de mòbil de Google, Píxel 9, inclourà una nova assistent generada també per una Intel·ligència Artificial. "Pixie" utilitzarà el model Pro de Gemini.